# Банићи
Банићи су насељено место у саставу општине Дубровачко приморје, Дубровачко-неретванска жупанија, Република Хрватска.

## Историја
До нове територијалне организације у Хрватској, налазили су се у саставу старе општине Дубровник. За време Дубровачке републике, дубровачки кнез је идући у Стон пролазио кроз Баниће. Тамо се налазе два камена моста, заштићени споменици светске баштине.

## Географски положај
Банићи су удаљени 5,5 km од Сланог, а 38 од Дубровника.

## Становништво
На попису становништва 2011. године, Банићи су имали 139 становника.
| Број становника по пописима | Број становника по пописима | Број становника по пописима | Број становника по пописима | Број становника по пописима | Број становника по пописима | Број становника по пописима | Број становника по пописима | Број становника по пописима | Број становника по пописима | Број становника по пописима | Број становника по пописима | Број становника по пописима | Број становника по пописима | Број становника по пописима | Број становника по пописима |
| --------------------------- | --------------------------- | --------------------------- | --------------------------- | --------------------------- | --------------------------- | --------------------------- | --------------------------- | --------------------------- | --------------------------- | --------------------------- | --------------------------- | --------------------------- | --------------------------- | --------------------------- | --------------------------- |
| 1857                        | 1869                        | 1880                        | 1890                        | 1900                        | 1910                        | 1921                        | 1931                        | 1948                        | 1953                        | 1961                        | 1971                        | 1981                        | 1991                        | 2001                        | 2011                        |
| 218                         | 201                         | 138                         | 138                         | 144                         | 158                         | 158                         | 158                         | 157                         | 159                         | 150                         | 126                         | 35                          | 101                         | 143                         | 139                         |

Напомена: У 2001. смањено издвајањем насеља Кручица. У 1857. и 1869. садржи податке за насеље Кручица.

### Попис1991.
На попису становништва 1991. године, насељено место Банићи је имало 126 становника, следећег националног састава:
| Попис 1991.‍ | Попис 1991.‍ | Попис 1991.‍ | Попис 1991.‍ | Попис 1991.‍ |
| ----------- | ----------- | ----------- | ----------- | ----------- |
|             |             |             |             |             |
| Хрвати      | Хрвати      |             | 123         | 97,61%      |
| непознато   | непознато   |             | 3           | 2,38%       |
| укупно: 126 |             |             |             |             |

## Делови насеља
- Увала Јанска

Увала има две стране: Подстијење и Јанско. Ту су привезани риболовни чамци. У Подстијење често долази брод са туристима. Ресторан је одмах уз море, а тамо се одржава фиш-пикник. Мештани се претежно баве туризмом.
- Будима

Будима је најзападнији део, где се узгајају стабла маслина. Преко пута је камп, у чијој близини је плажа. Море у Будими мета је рибара.
- остало

Остатак Банића чине баштине, трговина „Ане“, црква и куће. Пред улаз у Будиму је предузетничка зона где се планира изградња фабрике Икеа, Баухауса и Алдија.
Римокатоличка црква Св. Марије Магдалене, заштитинице Банића, затим, гробље уз њу, уз свештеникову кућу, најстарија је и најбогатија банићанска зграда.

## Галерија
- Црква св. Марије Магдалене у Банићима
- Плажа Будима
- Увала Јанска
- Уљара Банићи
- Игралиште у Банићима
- Мост у Будими